# 티맥스가이아
티맥스가이아(영어: TmaxGaia)는 오피스 소프트웨어 전문 개발 기업이다. 대한민국 경기도 성남시 분당구에 본사가 있으며 모회사로는 AI와 클라우드 전문 업체인 티맥스 A&C가 있다. 티맥스가이아는 2018년 설치형 오피스 프로그램인 ‘ToOffice’(투오피스) 출시를 시작으로 2020년 4월 22일에 Window OS에서도 구동되는 기업용 'ToOffice'(투오피스), 2020년 12월 9일에는 개인용 버전인 ‘ToOffice 2021’을 선보였다.
현재 티맥스가이아는 문서를 중심으로 작성, 관리, 협업까지 하나의 워크플로우로 연결시킨 All-in-One 협업 솔루션 GAIA Docs(가이아닥스)를 중심으로 사업을 영위 중이다.

## 제품
| 제품        | 설명                                                                                                  |
| GAIA Office | 문서 데이터의 DB화 및 앱 컴포넌트를 활용하여 다이나믹한 문서 제작이 가능한 지능형 오피스              |
| GAIA Docs   | 문서중앙화 및 DB화를 통해 문서의 생산부터 관리, 협업, 활용을 모두 가능하게 하는 통합 문서·협업 솔루션 |
| A-Word      | 워드프로세서 프로그램                                                                                 |
| A-Cell      | 스프레드시트 프로그램                                                                                 |
| A-Point     | 프레젠테이션 프로그램                                                                                 |
| GAIA Cube   | 누구나 App 제작이 가능한 노코드 앱 개발 플랫폼                                                        |

## 제품별 주요 기능 및 특징

### 1. GAIA Docs[1]
1)  실시간 동시 편집
- 문서의 DB화를 통한 다수의 사용자의 실시간 동시 편집이 가능하다.

2)  영역별 권한 관리를 통한 문서 보안
- 특정 문서 내 사용자별 권한관리를 통해 데이터유출과 업무 혼선을 방지한다.

3)  데이터 취합
- 템플릿 배포 및 데이터 필드 기능을 활용해 자료 취합 시 특정 데이터만 별도 수집 및 활용이 가능하다.

4)  AI를 통한 문서 자동분류
- 문서 자동분류를 통해 중복문서를 줄이고 카테고리 별로 정형/비정형 데이터 관리 및 취합이 가능하다.

5)  AI를 통한 연관어 검색
- DB 기반 데이터 검색과 AI 기술을 융합해 사용자의 의도에 맞는 맞춤형 검색을 지원한다.

6)  협업툴 역할
- 채팅, 화상회의 등 커뮤니케이션 기반 실시간 공동 작업이 가능하다.

### 2. GAIA Cube
1)  통합 개발 환경 제공
- 기획, 개발에서 배포까지 한 번에 해결하는 통합 개발 환경을 제공한다.

2)  유연한 외부 연동
- 오피스 및 플러그인 컴포넌트를 통해 외부 솔루션 연동으로 편리한 App 개발이 가능하다.

3)  다양한 환경 지원
- 시공간의 제약 없는 사용자 작업 환경의 제공 뿐만 아니라 multi-OS, multi-디바이스를 지원한다.

4)  공동 프로젝트 편집
- 하나의 프로젝트에서 공동 작업이 가능하다.

5)  사용자 친화적 UI/UX
- 직관적인 UI/UX 개발 환경을 제공해 높은 효율성을 제공한다.

## 도입분야
특허청이 추진하는 차세대(4세대) ‘특허넷’ 시스템 사업에 명세서작성기 개발사로 참여 중이다.
한국교육학술정보원인 KERIS에 자료집계시스템 서식작성기를 도입하였다.

## 같이 보기
- 티맥스OS
- 티맥스소프트